# يوسف إدعيس
يوسف إدعيس إسماعيل الشيخ (وُلد في 19 أبريل 1960 في بدو، القدس) داعية فلسطيني ووزير سابق، شغل منصب وزير وزارة الأوقاف والشؤون الدينية في حكومة رامي الحمد الله الثالثة. شغل إدعيس رئاسة المحكمة العليا الشرعية، وكان رئيسًا لمجلس القضاء الشرعي الأعلى، وأيضًا القائم بأعمال قاضي قضاة فلسطين.

## التحصيل العلمي
يحمل إدعيس درجة البكالوريوس في الدعوة وأصول الدين من جامعة القدس منذ عام 1983، وأيضًا درجة الماجستير في الفقه والتشريع وأصوله من نفس الجامعة منذ عام 2008.